# Ulla Tørnæs
Ulla Pedersen Tørnæs (født 4. september 1962 i Esbjerg) er en dansk politiker for partiet Venstre. Hun har tidligere været undervisningsminister, uddannelses- og forskningsminister, minister for udviklingsbistand og Minister for udviklingssamarbejde. 
Hun har været medlem af Folketinget fra 1994-2014 og fra juni 2014 til februar 2016 medlem af Europa-Parlamentet.
Efter at Ulla Tørnæs stoppede i politik, blev hun bestyrelsesmedlem i forskellige institutioner, herunder Syddansk Universitet og Professionshøjskole UC-Syd. Derudover blev hun også formand for Den Sociale Investeringsfond.

## Baggrund
Ulla Tørnæs er datter af fiskeskipper og forhenværende minister Laurits Tørnæs og Frida Tørnæs.
Nysproglig student fra Esbjerg Statsskole 1981. Gymnasieskoleophold i Chambéry, Frankrig, 1981-82. Odense Universitet 1982-84. Universitetsophold i Chambéry, Frankrig, 1984-85. Handelshøjskolen i København 1985-88. Københavns Universitet fra 1991.
Ulla Tørnæs er gift med svineproducent Jørgen L. Tørnæs.

## Politiske karriere
Ulla Tørnæs blev ansat i sekretariatet for Venstres folketingsgruppe 1986-1994.
Hun var landsformand for Danmarks Liberale Studerende 1988-1990 og medlem af bestyrelsen og forretningsudvalget for Venstre i Østre Storkreds 1988-1991.
Vicepræsident i The International Federation of Liberal and Radical Youth 1989-93. Medlem af folketingsgruppens bestyrelse 1994-2001 og af Venstres hovedbestyrelse fra 1998.

### Folketinget
Partiets kandidat i Esbjergkredsen fra 1994.
Folketingsmedlem for Venstre (parti) i Ribe Amtskreds fra 21. september 1994 til 12. november 2007. Folketingsmedlem for Venstre i Sydjyllands Storkreds fra 13. november 2007 til 1. juli 2014.
Politisk ordfører 1998-2001. Arbejdsmarkedsordfører 2010-2013.

### Minister
Ulla Tørnæs har været minister fire gange: 
- Fra 27. november 2001 til 18. februar 2005 Undervisningsminister og derefter Minister for udviklingsbistand indtil den 23. februar 2010.
- Fra 29. februar til 28. november 2016 Uddannelses- og forskningsminister.
- Fra 28. november 2016 er Ulla Tørnæs for anden gang Minister for udviklingssamarbejde. Denne ministerpost har hun i Regeringen Lars Løkke Rasmussen III. Ulla Tørnæs første periode som udviklingsminister var i 2005-2010.

### Kommunalvalget 2013
Ulla Tørnæs var ved Kommunalvalget 2013 borgmesterkandidat i Holstebro Kommune, men tabte til Socialdemokraternes H.C. Østerby. Hun fik ved dette valg 3.303 personlige stemmer.

### Europa-Parlamentet
Ulla Tørnæs var spidskandidat for Venstre ved Europa-Parlamentsvalget den 25. maj 2014.
Venstre fik 2 mandater ved valget, hvor Ulla Tørnæs fik det første mandat med 136.388 personlige stemmer.
I februar 2016 blev Venstres daværende miljø- og fødevareminister Eva Kjer Hansen tvunget fra sin post, hvilket medførte en rotation i Lars Løkke Rasmussens regering: 
Den daværende uddannelses- og forskningsminister Esben Lunde Larsen blev flyttet til embedet som miljø- og fødevareminister og Tørnæs blev trukket hjem fra EU-parlamentet som ny uddannelses- og forskningsminister den 29. februar 2016.
Hun udtrådte samtidig af parlamentet og Morten Løkkegaard overtog hendes plads i EU-parlamentet.